# Giuseppe Apolloni
Giuseppe Apolloni (Vicenza, 8 d'abril de 1822 – idm. 31 de desembre de 1889) fou un compositor italià.
Fou l'autor de les òperes següents: Gustavo Wasa, L'ebreo, Adelchi, Il conte de Königsmarch, Pietro d'Albano i altres que restaren de repertori.